# Platyproctidectes
Platyproctidectes är ett släkte av insekter. Platyproctidectes ingår i familjen vårtbitare.
Kladogram enligt Catalogue of Life:
| Platyproctidectes | \| \| Platyproctidectes keyi \| \| \| \| \| \| Platyproctidectes punctatus \| \| \| \| |
|                   | \| \| Platyproctidectes keyi \| \| \| \| \| \| Platyproctidectes punctatus \| \| \| \| |
|                   | Platyproctidectes keyi                                                                 |
|                   |                                                                                        |
|                   | Platyproctidectes punctatus                                                            |
|                   |                                                                                        |